# Sibley, Louisiana
Sibley är en kommun (town) i Webster Parish i Louisiana. Vid 2020 års folkräkning hade Sibley 1 127 invånare.